# トトメス2世
トトメス2世（在位：紀元前1518年 - 1504年、あるいは前1493年 - 1479年）は、古代エジプト第18王朝の第4代ファラオ。即位名はアアケペルエンラー。意味は「偉大なるはラーの形｣。

## 概要
トトメス1世の下位の王妃の子であったが、政治的手腕に優れ、正妃の第一王女であった異母姉のハトシェプストと結婚して王位を継承した。病弱で治世中特に大きな事績を残す事なく没したとされる。
生前からハトシェプストの野心を見抜き、王位簒奪を警戒して側室イシスとの間の子トトメス3世を後継者に指名しこれを牽制するが、トトメス3世の成長を待たずに亡くなったため、ハトシェプストの専横を許すことになった。という筋書きが一般向けの書籍等で知られているものの、これはハトシェプストの残した記念物の多くが後代に抹消されている事から研究者の間で広まった推測に過ぎず、実際にトトメス2世や3世が彼女を危険視していたという確たる証拠は無い。
実際のハトシェプストはむしろ単に幼い義息の摂政としての役割を果たしただけという可能性の方が高く、没後の記録抹消についても女系親族による王位継承の慣例化を防ぐために行われた措置であるとする見解の方が有力となりつつある。

## 統治期間
第18王朝の他の王たちと比較して、トトメス2世の統治期間については研究者によって意見が分かれている。それには治世中に大規模な建築事業を行った形跡がなく、名前や治世年数を記した記念碑の多くがハトシェプストやトトメス3世のものとして流用され、書き換えられていることなど幾つかの理由がある。その在位期間は多くの場合、3年程度の短期間とする説と、12～14年程の比較的長期間とする説の2つに分けられる。
短命だったとする説では以下の根拠が挙げられる。
- 王の治世の開始時点で既に老齢だった建築監督のイネニがハトシェプストの治世中も存命だった[1]。
- トトメス2世の治世に開始された事が判明している事業はカルナック神殿の第四殿前の中庭の門の建築だが、これが完成したのはトトメス3世の治世中である。
- 王の治世中に発行されたスカラベ型印章の出土数がトトメス1世の印章241個、ハトシェプストの149個に対してトトメス2世の印象は65個と少ない。

歴代の王たちは治世中に自らの名前を彫り入れたスカラベ印章を発行している、これには建築資材のように流用するメリットが無いため、しばしば研究者に王の統治期間を割り出すための史料として用いられる。この方法を用いた研究者リュック・ガボルド（Luc Gabolde）はトトメス2世の治世が他の二人と比較して短く、2～3年程度だったと推測している。
一方で、長期間の在位を示唆していると解釈する事が可能な研究成果も多数報告されている。
- イネニの残した碑文ではトトメス2世は「巣の中の鷹」という名で表現されている。これは王が幼少期に即位した可能性を示唆しており、これが事実ならば成人してトトメス3世とネフェルウラーの父親となるまでにある程度の年月があった事になる[1][3]。
- ハトシェプストは通常、即位した年から数えて治世30年目に行われるセド祭(王位更新祭)を、自らの治世の16年目に行っている。これは、自身の治世を父トトメス1世が崩御した年から数え、女王自身が父王の正当な継承者であるという名目で行われたものと考えられている。これを踏まえると、トトメス1世が崩御し、ハトシェプストが女王を名乗るまでの間には14年程の開きがあるということになる[4]。
- ハトシェプストが最初に埋葬されたKV20は本来トトメス2世の墓として用意された可能性がある他、ハトシェプスト女王葬祭殿も本来はトトメス2世によって建設が開始された可能性がある[5]。
- 第四塔門前の中庭は礼拝堂や聖舟祠堂など、主要な部位の多くがトトメス2世の治世中に既に完成していたと見られる。

これらの事実は短命だった事を示唆する幾つかの論拠(王墓が未発見である事、王の手による建築事業が見られない事など)に対する反証となりうる。以上の経緯から、現時点ではトトメス2世の正確な治世年数は暫定的に13年程度であるとされているものの、今後の研究の進展次第で改変される可能性もあるという状態で留保されている。

## 埋葬
トトメス2世の正確な埋葬場所は長らく特定されていなかったが、2025年2月にルクソールにある王家の谷の西方で発見、王墓としては実にツタンカーメン以来約100年ぶりの発見となった。この墓は滝の下に位置していたことにより洪水に見舞われ、そのために引越しせざるをえなかったようである。二つ目の墓はまだ見つかっていない。ミイラ自体は盗掘を受けたミイラの避難場所であるデル・エル・バハリの隠し場所から他の王たちのミイラと共に発見された。
王の身体には斑点や傷痕が多数見られる他、頭部にも脱毛の痕跡が見られる。これは直接的な死因になった感染症の痕と考えられている。また心臓の肥大や筋肉収縮の形跡も見られ、虚弱な体質であった事を示唆している。
死亡推定年齢は長らく30歳頃とされていたが、2007年の調査では歯の健康状態から40歳頃とする診断結果が得られた。そのためこのミイラをトトメス2世ではなく父のトトメス1世ではないかとする説も唱えられている。